# SquirrelMail
SquirrelMail – klient poczty elektronicznej umożliwiający odbiór i wysyłanie wiadomości elektronicznych za pośrednictwem przeglądarki internetowej (webmail). Może być również wykorzystywany jako serwer proxy dla serwera IMAP.
SquirrelMail jest udostępniany na licencji wolnego i otwartego oprogramowania typu GPL.